# Циљеви одрживог развоја
Циљеви одрживог развоја (ЦОР; енгл. Sustainable Development Goals, скраћено SDGs) представљају скуп циљева који се односе на будући друштвени и економски развој у складу са принципима одрживости. Њих су створиле Уједињене нације, а промовишу се као Глобални циљеви за одрживи развој. Они су заменили Миленијумске циљеве развоја који су престали да важе крајем 2015. Циљеви одрживог развоја су на снази од 2015. до 2030. Постоји 17 главних циљева, а у оквиру њих 169 посебно одређених циљева.

## Циљеви
У августу 2015. 193 земље се сагласило са следећих 17 циљева:
1. Без сиромаштва
2. Без глади
3. Добро здравље
4. Квалитетно образовање
5. Полна равноправност
6. Чиста вода и санитарни услови
7. Обновљива и приступачна енергија
8. Добри послови и економија
9. Иновације и добра инфраструктура
10. Смањити неједнакости
11. Одрживи градови и заједнице
12. Одговорна употреба ресурса
13. Климатске делатности
14. Одрживост живота у води
15. Одрживост живота на копну
16. Мир и правда
17. Партнерство за одрживи развој